# Rhododendron citrinum
Rhododendron citrinum är en ljungväxtart som först beskrevs av Justus Carl Hasskarl, och fick sitt nu gällande namn av Justus Carl Hasskarl. Rhododendron citrinum ingår i släktet rododendron, och familjen ljungväxter. Utöver nominatformen finns också underarten R. c. discoloratum.